# Asoci III el Misericordiós
Asoci III el Misericordiós (armeni: Աշոտ Գ Ողորմած) va ser rei d'Armènia de l'any 953 al 977. Formava part de la família dels Bagràtides.
En iniciar el seu regne l'Imperi Romà d'Orient estava en expansió a la zona del Tigris. La frontera al 960 passava per Arsamòsata, Romanòpolis (a l'altre costat de Melitene), Karkaron, Samòsata (Sumaisat, ocupada potser el novembre del 958), Behesni, Kokusos (Goksun), Comana i Podandos (Bozanti) i s'havien creat temes als territoris reconquerits de Mesopotàmia, Anzitene, Càldia, Likandos, Melitene, Samosata i Cilícia occidental (Selefke).
El 958 es va acabar la dissidència de les esglésies de Siunia i Aghuània. Es va reunir un Sínode a Kapan a la Siunia. Baanes o Vahanik de Vahanuvanq, fill del príncep Djevansher de Balk (que el 967 serà patriarca d'Armènia), va ser nomenat bisbe i cap de l'església de Siunia, amb seu a Tathev. A Aghuània, Ananià va nomenar Catolicós a David de Khotakerats, també lleial a l'Església Armènia. La reina Khosrovanush va fundar alguns monestirs (Sanahín i Halbat) en territori dels Sevordiq els anys 961 i 967.
Asoci es va fer consagrar rei a Aní l'any 961 i va donar a son germà Muixel la regió de Kars (Vanand) que havia estat la capital del seu pare, com a feu, amb el títol de rei (961 o 962). Segurament aquesta partició del regne va marcar l'inic i de la decadència d'Armènia.
El 962 les fonts armènies diuen que un tal Hamdan, un antic general del califa Moti es va revoltar contra aquest, i amb les seves forces es va apoderar del Altzniq però el rei d'Armènia el va vèncer i matar. El 973 encara dominava a Amida o Diyar Bakr. És possible que sigui una confusió amb l'emir Hamdànida de Mosul Nasir al-Dawla (929-968) o d'Alep, Saif al-Dawla (947-967), si bé cap d'ells va morir en lluita contra els armenis. En aquest any 962 el general romà d'Orient Nicèfor Focas (després emperador) va conquerir Anazarbe i Sis i els passos de l'Amanos, a Cilícia, que eren de l'emir Hamdànida d'Alep, i després (963) van seguir Marash, Duluk, Aintab i Menbidj i van arribar fins als afores d'Alep. Ja emperador, Nicèfor va conquerir Adana, Mopsuestia o Mamistra (965) i Tarse (16 d'agost del 965). Tanmateix, Amida, Dara, Nisibe i Mayyafariquin van ser amenaçades en els següents anys. Cilícia va ser repoblada amb molts armenis.
Cap a l'any 965 va morir el patriarca Ananià. Es va reunir un concili a Shirakavan presidit per Joan, patriarca d'Aghuània i pel bisbe de Siunia Vahanik (el petit Vahan) que finalment va resultar elegit patriarca. Aquest tenia certes simpaties per les tesis calcedonianes i per posar-hi fi el rei va convocar un concili a Aní. El patriarca es va refugiar a Baspracània i el concili va elegir al seu lloc a Esteve de Sevan (Esteve III) a qui va consagrar el patriarca d'Aghuània Joan el 969. El patriarca va anar a Baspracània a demanar l'adhesió de Vahanik, però protegir pel rei d'aquest país va ser empresonat i va morir el 971. Al seu lloc es va elegir Khatshik I d'Arsharuniq, nebot d'Ananià. Vahanik va morir algun temps després a Baspracània, quan ja Khatshik havia estat generalment reconegut.
El 968 els romans d'Orient van arribar a Manazkert sota la direcció del general Bardes Focas (nebot de l'emperador Nicèfor Focas) i encara el 969 (29 d'octubre del 969) van conquerir Antioquia.
Cap a l'any 969 el príncep de Siunia Oriental, Simbaci (963-997), volia ser rei. Estava casat amb Shahandkht, filla del rei d'Aghuània, Sevada. Va aliar-se als emirs de Tauris (Azerbaidjan) i d'Arran i el 970 va prendre el títol reial. Asoci III no va tenir cap reacció.
El 972 els romans d'Orient va reprendre l'ofensiva contra els hamdànides sota la direcció del general d'origen armeni Mleh. Aquest general va ser capturat prop d'Amida el 4 de juliol del 973 i l'emperador Joan Tsimiscés va anar personalment a la zona amb un gran exèrcit. Els prínceps armenis van témer per la seva sort i es van agrupar entorn d'Asoci III, començant per Gurguèn, el seu fill, que havia rebut el feu de Taixir al Gugarq, amb capital a Lorí, i seguit pel rei de Kars, el de Siunia, el de Baspracània i altres. Van reunir un exèrcit que es va concentrar a Harq entre Manazkert i Zernaq. Es va enviar una ambaixada a l'emperador que de seguida va assegurar les seves intencions favorables a Armènia i es va establir una aliança formal. L'emperador va entrar a Muix, capital del Taron, recentment incorporat. Allí els muntanyesos de Sassun, hostils a l'annexió, el van atacar. L'acord amb els armenis es va mantenir després de complicades negociacions. Finalment l'emperador va baixar cap a Mesopotàmia, va incendiar Mayyafarikin, i va ocupar Diyar Bakr i Nisibe. Després va retornar a Constantinoble per celebrar el triomf. Va tornar l'any següent (975) i se li va sotmetre Homs, ocupant Baalbek el 20 de maig del 975. L'emir de Damasc li va fer submissió. Els romans d'Orient van arribar fins a Galilea.
Asoci III va morir el 977. El va succeir el seu fill gran Simbaci II el Cosmocràtor.